# Aphantophryne
Aphantophryne – rodzaj płazów bezogonowych z podrodziny Asterophryinae w rodzinie wąskopyskowatych (Microhylidae).

## Zasięg występowania
Rodzaj obejmuje gatunki występujące w górach we wschodniej Nowej Gwinei, na wschód od Sentani, w Papui w Indonezji i góry Amungwiwa na południowy zachód od Wau, w prowincji Morobe w Papui-Nowej Gwinei, na południowy wschód przynajmniej do Myola Guest House, w prowincji Oro i na północny wschód od Port Moresby; na Mindanao należącej do Filipin.

## Systematyka

### Etymologia
Aphantophryne: gr. αφαντος aphantos „niejasny, ciemny”, od negatywnego przedrostka α- a-; φαντος phantos „widoczny”, od φαινω phainō „pokazywać”; φρυνη phrunē, φρυνης phrunēs „ropucha”.

### Podział systematyczny
Do rodzaju należą następujące gatunki:
- Aphantophryne minuta Zweifel & Parker, 1989
- Aphantophryne nana (Brown & Alcala, 1967)
- Aphantophryne pansa Fry, 1917
- Aphantophryne parkeri (Loveridge, 1955)
- Aphantophryne sabini Zweifel & Parker, 1989